# 小笠原家長 (石見小笠原氏)
小笠原 家長（おがさわら いえなが）は、鎌倉時代の武士。石見小笠原氏の第2代当主。

## 生涯
石見小笠原氏初代の小笠原長親の子として生まれる。
正和2年（1313年）、父・長親が死去。長親の死去した時期は、諸国の御家人たちが諸子に所領を分与して独立させる動きを見せており、長親もその死に際して所領分与を行ったと考えられ、家長には石見国邑智郡の川本郷と村之郷が譲られた。
石見国の所領を譲られた家長は、嫡男の長胤と共に阿波国から石見国の村之郷に移り住み、以後約20年に渡って川本郷と村之郷の経営に当たった。
元弘3年／正慶2年（1333年）3月20日、死去。伝承によれば、鎌倉幕府滅亡期の動乱において戦死したと伝えられている。嫡男の長胤が家長の後を継いだ。